# فيغالا فانامويسا
فيغالا فانامويسا (بالإستونيَّة: Vigala-Vanamõisa) (وسابقًا فانامويسا حتى عام 2017)، قرية تتبع دائرة ماريما في مقاطعة رابلا غرب إستونيا.